# Fantasy Records : série 6000 Debut Records / Jazz Workshop
 (août 2025).
Fantasy Records : série 6000 Debut Records / Jazz Workshop, puis 86000 est une nomenclature de références discographiques numérotée de disques LP 33™ qui présentent la singulière particularité d'avoir été déjà publiés par Debut Records ou Jazz Workshop et d'être réédités par Fantasy Records.

## La sérieFantasy Records: série 6000 Debut Records / Jazz Workshop
La série 6000 Debut Records / Jazz Workshop recense 18 références de pressage toutes identifées.
Debut Records / Jazz Workshop  est une maison de disques américaine qui a été fondé en 1952 par le contrebassiste Charles Mingus, sa jeune épouse Celia et le batteur Max Roach. Elle a publié environ une trentaine d'albums jusqu'en 1957. 
Le catalogue Debut Records a été cédé à Saul Zaentz, qui deviendra le patron de Fantasy Records, par Mingus lui-même comme présent de mariage quand Zaentz a épousé Celia Mingus.
- Le « F » ne figure pas en préfixe à la numérotation car il s'agit de réédition partielle de catalogue à la suite d'une acquisition.
- La numérotation ne respecte pas l'ancienne chronologie de sortie des albums.
- Cette série semble avoir été publiée entre 1962 et 1964, avec le dernier en 1971, lors de la nouvelle réédition. Elle rassemble principalement des enregistrements publiés précédemment en version Mono. Dans ce cas, le son stéréo est obtenu par duplication de la première voie sur l'autre voie, pour obtenir un son stéréo.

Elle sera rééditée avec la numérotation de série 86000 : un chiffre « 8 » est ajouté en préfixe de numérotation.

## Catalogue discographique en série 6000 paru sous ce label
Pour plus de clarté, il figure après le titre de l'album sa filiation dans les anciens labels et les années connues d'enregistrement.

### Années 1962 à 1964: Disques LP 33™ (ou 12")
- 6001 : Miles Davis - Blue Moods ∫ Debut DEB 120 (1955)
- 6002 : Charles Mingus - Chazz!  ∫ Debut DEB 123 (1955)
- 6003 : The Quintet - Jazz At Massey Hall  ∫ Debut DEB 124 (Réédition d'un LP 10" de 1953)
- 6004 : Thad Jones - The Fabulous Thad Jones ∫ Debut DEB 127 (1955)
- 6005 : Four Trombones - Four Trombones  ∫ Debut DEB 130 (Réédition d'un LP 10" de 1953)
- 6006 : Bud Powell - The Bud Powell Trio (1953)
- 6007 : Max Roach - Speak, Brother, Speak! (1962)
- 6008 : Four Trombones - Four Trombones Vol. 2   ∫ Debut DEB 126 (Réédition d'un LP 10" de 1953)
- 6009 : Charles Mingus - The Charles Mingus Quintet + Max Roach   ∫ Debut DEB 139 (1955)
- 6010 : Oscar Pettiford - My Little Cello   ∫ Debut DEB 132 (Réédition d'un LP 10" de 1953 complété avec titres de 59)
- 6011 : Charlie Parker - Bird On 52nd St.   ∫ Jazz Workshop JWS 501 (1948)
- 6012 : Charlie Parker - Bird At St Nick's   ∫ Jazz Workshop JWS 501 (1950)
- 6013 : Brew Moore with Lars Gullin & Sahib Shihab - In Europe   ∫ Debut DEB 137 (1962)
- 6014 : Cecil Taylor - Live At The Cafe Montmartre   ∫ Debut DEB 138 (1962)
- 6015 : Oscar Pettiford - The Essen Jazz Festival All Stars  ∫ Debut DEB 131 (1960)
- 6016 : Albert Ayler - My Name Is Albert Ayler  ∫ Debut DEB 140 (1963) partiellement et complément
- 6017 : Charles Mingus - Right Now: Live At The Jazz Workshop (1964)

## Catalogue discographique en série 86000 paru et réédité sous ce label

### Année 1971: Disques LP 33™ (ou 12")
Cette série d'albums est rééditée encore autour de 1971 avec une numérotation allant de 86001 à 86017. Un nouveau titre est ajouté à la série : le no 86018
- 86018 : Archie Shepp & Philly Joe Jones - Archie Shepp / Philly Joe Jones (1969)